# Calvert (Familienname)
Calvert ist ein englischer Familienname.

## Namensträger
- Alexander Calvert (* 1990), kanadischer Schauspieler
- Benedict Calvert, 4. Baron Baltimore (1679–1715), Lord Proprietor von Maryland
- Benedict Leonard Calvert (1700–1732), Gouverneur der Province of Maryland
- Bevan Calvert (* 1986), australischer Handballspieler
- Cæcilius Calvert, 2. Baron Baltimore (1605–1675), englischer Staatsmann und Lord Proprietor von Maryland
- Caroline Louisa Waring Calvert (1834–1872), australische Schriftstellerin und  Naturforscherin
- Casey Calvert (1981–2007), US-amerikanischer Rockgitarrist, siehe Hawthorne Heights
- Casey Calvert (* 1990), US-amerikanische Pornodarstellerin und -regisseurin
- Charles Calvert, 3. Baron Baltimore (1637–1715), Lord Proprietor der Kolonie Maryland
- Charles Calvert (Gouverneur) (1688–1734), Gouverneur von Maryland 1720–1727
- Charles Calvert, 5. Baron Baltimore (1699–1751), Lord Proprietor der Kolonie Maryland
- Charles Benedict Calvert (1808–1864), US-amerikanischer Politiker
- Danielle Calvert, britische Schauspielerin
- Dominic Calvert-Lewin (* 1997), englischer Fußballspieler
- Eddie Calvert (1922–1978), britischer Trompeter
- Eleanor Calvert (1758–1811), Schwiegertochter von Martha Washington
- Frederick Calvert, 6. Baron Baltimore (1732–1771), Lord Proprietor von Maryland
- Frank Calvert (1828–1908), britischer Auswanderer, diplomatischer Beamter und Amateurarchäologe
- Frederick Crace Calvert (1819–1873), britischer Chemiker
- George Calvert, 1. Baron Baltimore († 1632), englischer Staatsmann
- James Calvert (1825–1884), britischer Botaniker und Entdeckungsreisender
- James F. Calvert (1920–2009), Vizeadmiral der US-Navy
- Jennifer Calvert (* 1963), kanadische Schauspielerin
- John Calvert (1911–2013), US-amerikanischer Magier
- Ken Calvert (* 1953), US-amerikanischer Politiker
- Kristina Calvert (* 1961), deutsche Pädagogin und Buchautorin
- Laurie Calvert (* 1990), britischer Schauspieler
- Leonard Calvert († 1647), Gouverneur der Province of Maryland
- Lorne Calvert (* 1952), kanadischer Politiker
- Matt Calvert (* 1989), kanadischer Eishockeyspieler
- Paul Calvert (Baseballspieler) (1917–1999), kanadischer Baseballspieler
- Paul Calvert (Politiker) (* 1940), australischer Politiker
- Paul T. Calvert, US-amerikanischer Offizier, Generalleutnant der US-Army
- Peter Calvert (1936–2014), britischer Politikwissenschaftler
- Phillip Calvert (1626–1682), englischer Kolonialgouverneur der Province of Maryland
- Philip Powell Calvert (1871–1961), US-amerikanischer Entomologe
- Phyllis Calvert (1915–2002), britische Filmschauspielerin
- Reg Calvert (1928–1966), britischer Musiker, Musikmanager und Radiopirat
- Robert Calvert (1945–1988), britischer Rockmusiker
- Sarah Calvert (* 2001), britische Leichtathletin
- Schillonie Calvert-Powell (* 1988), jamaikanische Leichtathletin
- Sherry Calvert (* 1951), US-amerikanische Speerwerferin
- Stephen E. Calvert (* 1935), kanadischer Geochemiker und Ozeanograf